# Cecylia Cesarini
Cecylia Cesarini (ur. XIII wiek w Rzymie, zm. 1290 w Bolonii) – włoska błogosławiona Kościoła katolickiego.
Służyła w klasztorze św. Marii w Tempulo (w dzisiejszej rzymskiej dzielnicy Celio). W 1221 roku, po przeprowadzeniu przez św. Dominika reformy zgromadzenia, która miała na celu przywrócenie pierwotnej, surowej reguły benedyktyńskiej, siostra Cecylia przeniosła się do dominikańskiego klasztoru przy kościele św. Sykstusa. W 1223 lub na początku 1224 roku papież Honoriusz III wysłał ją, wraz z trzema innymi siostrami: Amatą, Konstancją i Teodorą do dominikańskiego klasztoru św. Agnieszki w Bolonii, założonego przez Dianę Andalo (siostrę Loderigo d’Andalo) i Jordana z Saksonii. Celem wyjazdu siostry Cecylii do Bolonii było stworzenie nowego zgromadzenia dla młodych sióstr, którego reguła opierałaby się na wskazaniach św. Dominika. Zmarła w 1290 roku w Bolonii i pochowana została w klasztorze św. Agnieszki. Część jej relikwii czczona jest nadal w klasztorze, a część w kościele serwitów w Ronzano pod Bolonią.
W 1510 roku, w klasztorze w Bolonii odnaleziono grób trzech mniszek. Dwa pierwsze szkielety zostały zidentyfikowane i przypisane Cecylli Cesarini i Dianie Andalo. Trzeci szkielet, dopiero w 1584 roku za sprawą pracy Galvano Fiammy pt. Chronica parva Ordinis predicatorum, został zidentyfikowany jako szczątki prawdopodobnie błogosławionej Amaty, trzeciej mniszki która wraz z Cecylią przybyła do Bolonii.
24 grudnia 1891, wraz z dwoma innymi mniszkami Amatą i Dianą Andalo, została beatyfikowana przez zatwierdzenie kultu przez papieża Leona XIII.
Wspomnienie liturgiczne błogosławionej Cecylii i jej towarzyszek obchodzone jest 8 czerwca (w zakonie dominikanów) i 10 czerwca (w archidiecezji bolońskiej).